# Huis Zypendaal
Zypendaal of Zijpendaal (spreek uit: Ziependaal) is een landhuis gelegen in het landgoed Park Zypendaal aan de noordkant van de stad Arnhem, in de Nederlandse provincie Gelderland.

## Geschiedenis
Huis Zypendaal is gebouwd door de Arnhemse regentenfamilie Brantsen als buitenplaats omstreeks 1762-1764, naar het ontwerp van stadstimmerman Hendrik Viervant. Deze familie bewoonde dit huis tot 1926. Het werd op dezelfde plek gebouwd als waar het oude huis Zypendaal stond. In 1883-1884 werd het huis door Pierre Cuypers verbouwd en voorzien van een toren. Aan de voorkant werden een vestibule, een balustrade op het dak, en balkons toegevoegd. In 1900 nog werd de Rode Salon gerealiseerd in een nieuwe aanbouw. Na de Slag om Arnhem werd het huis ingericht als hospitaal voor gewonde Duitse militairen.

In 1975 verwierf de Stichting Geldersche Kasteelen het huis in langdurige erfpacht van de gemeente Arnhem, op voorwaarde dat het een culturele bestemming zou krijgen. Het huis werd gerestaureerd en op de bovenverdiepingen is tegenwoordig het hoofdkantoor gevestigd van het Stichting Het Geldersch Landschap en de Stichting Vrienden der Geldersche Kasteelen, die samenwerken onder de naam Geldersch Landschap & Kasteelen. De hoofdverdieping is ingericht als museum met objecten van de oorspronkelijke inboedel waaronder de familieportretten van de familie Brantsen en het 'Mannetje van de Zyp', een beeldje van een jongen met een drinkkan. Na de restauratie werd de tuin tussen koetshuis en oranjerie opnieuw aangelegd. De tuinarchitecte M.E. Canneman-Philipse ontwierp een tuin met een gazon en rozenstruiken en langgerekte borders met een grote variëteit aan planten.
Het landgoed is vrij toegankelijk en de hoofd- (beneden)verdieping van het huis is in de zomermaanden opengesteld voor publiek.

## Trivia
In dit huis heeft de grootvader van Audrey Hepburn, burgemeester Aarnoud van Heemstra, gewoond als huurder.